# Gonzalo Pérez de Vargas
Gonzalo Pérez de Vargas Moreno (Toledo, 10 de gener de 1991) és un jugador d'handbol espanyol que ocupa la posició de porter.
Format amb l'Amidal de la seva ciutat natal, el 2007 va fitxar per les categories inferiors del FC Barcelona. La temporada 2009/10 va debutar en partit oficial amb el primer equip. De 2011 a 2013 va ser cedit al BM Granollers, i la temporada següent al Fenix Toulouse de la Lliga francesa. El bon paper a Tolosa i la sortida d'Arpad Sterbik van propiciar el retorn de Gonzalo al Palau Blaugrana l'estiu del 2014.
Internacional absolut amb la selecció espanyola des de 2013, ha guanyat una medalla de bronze (2021) i dos ors (2018, 2020) al Campionat del món, dos ors (2018 i 2020), dues plates (2016 i 2022) i un bronze (2014) en Campionats d'Europa i dues medalles olímpiques de bronze (2020 i 2024).